# Garfield
A Garfield egy amerikai képsor, melyet Jim Davis alkotott meg, és 1978. június 19-én jelent meg először az újságokban. A történetek címszereplője Garfield (akit Davis a saját nagyapjáról mintázott), egy lusta, kövér macska és gazdája, Jon Arbuckle. Később Jon megkapja Ubult (angolul Odie), egy buta és nyáladzó kutyát.
A Garfield ma is a világ egyik legnépszerűbb képregénye. 2007-től már legalább 2580 újságban szerepel, ezzel bekerült a Guinness Rekordok Könyvébe, mint a legtöbb újságban szereplő képregény. Ez a már-már világszenzációs képregény olyan népszerű lett, hogy több mesét, illetve filmet készítettek belőle.
A főszereplők az indianai Muncie-ben élnek, ez a Happy Birthday, Garfield című televíziós filmben derül ki. Egy képsorból az is kiderül, hogy a Maple utca 711-ben laknak.

## A képregény története
Jim Davis egyik befejezett képregénye, a Gnorm Gnat után kezdett egy új képregény kidolgozásában. Történeteinek hőse ezúttal egy képregényrajzoló és a macskája. Rajzait elküldte néhány sajtóügynökségnek, ahonnan biztató válaszokat kapott. A szerkesztőknek tetszett az új figura, csupán egy dolgot kifogásoltak: folyton a macskának jutottak a jó poénok, ezért Garfieldot tette főszereplővé. 1978. január 24-én az United Media Feature ügynökség igent mondott Garfieldra, s a június 19-én kötött szerződés értelmében a képregény 41 amerikai lapban jelent meg. „Azért választottam macskát főhősül, mert sikeres kutyahősök már szép számban léteztek akkoriban a képregény műfajban és én nem szeretek versenyezni.” – nyilatkozta Davis. A képregénynek eredetileg a Garfield és barátai címet szánták, de végül a TV-ben sugárzott rajzfilmsorozat futott ilyen címmel.
A Garfield főhősei nem pusztán csak kitalált alakok, hanem valós személyekről mintázottak. Garfield gazdájának szülei szintén vidéki farmerek. Magát Garfieldot Davis saját nagyapjáról, James A. Garfield Davis-ről nevezte el, aki jellemében, sőt testi felépítésében is egyezett Garfielddal. Amellett a rajzoló saját személyisége is jelen van részben, mint a természet iránti kötődése és szeretete, ugyanakkor Jonnak – akárcsak neki – kedvenc sportja a golf.
A képregényt 1978 júliusában az ügynökség levette az újságokból, de az olvasóközönség tiltakozásának nyomására hamar visszahelyezték. Garfield akkora sikert aratott, hogy 1982-re az egyik legnépszerűbb képregény figuraként tartották már számon, s vagy ezer újságban olvasható volt. Ebben az évben készült az első Garfield-rajzfilm, melyeket maga a szerző készített. 1984-től a Garfield új kiadója az általa még ebben az évben alapított Paws cég és azóta is itt dolgozik.
1987-től már kétezerre bővült a Garfieldot közlő lapok száma szerte a világon, 2000-re ez 2600-ra nőtt és most már több mint negyed milliárdos olvasói tábora van. Kétségkívül a képregények eddigi történetének legnépszerűbb és legsikeresebb figurája Garfield. Maga Davis sem tudja megválaszolni konkrétan alkotása sikerének titkát. Elmondása szerint törekszik a közérthető, általános viccekre, s arra, hogy mindenkinek mondjanak valamit. Két témára nagyon koncentrál, ami valóban minden embert érint, az evés és az alvás, mely jelen esetben Garfield kedvenc „hobbija”. Ez a nemzetközi jellegű humor szerinte megköveteli a szleng és a szóviccek kerülését.
Magyarországon 1990-től havonta jelentkező Garfield magazin olvasható, a SEMIC Interprint Nyomdai és Kiadó Kft. későbbi nevén Adoc-Semic, majd a DRIZE Kiadói Kft. kiadásában. Emellett kéthavonta megjelenik a Zseb-Garfield, szintén a DRIZE kiadásában.

## Főszereplők

### Garfield
A történetek központi szereplője. Garfield cinikus, lusta, narancssárga színű macska, aki folyton az evésre gondol. Egy olasz étteremben született, innen az ételek, különösen az olasz ételek iránti szeretete. Kedvenc étele a lasagne és a pizza. Reggelenként az ő szemében a kávé igazi kincs. Utálja a hétfőket, a februári hónapot, a postásokat, a születésnapját, a kutyákat, a pókokat, a vekkerét és a mazsolát. Kedvenc időtöltése az evésen kívül az alvás és a tévénézés. A hétfőket legszívesebben átalussza. Gazdája, Jon rendszeresen fogyókúrára fogja, ilyenkor gyakori az éhséglátomás Garfieldnál és ez néha bonyodalmat okoz, pl. nyalogatja a szomszéd szobrát, amiről azt hiszi, hogy fagyi. A mindenféle étel mellett Jon páfrányát is meg szokta enni. Garfield és Ubul közt nem éppen felhőtlen a kapcsolat, Garfield borsónyi agyúnak találja Ubult, mindig lerúgja az asztalról és kigúnyolja hosszú nyelve és mindenhova odanyáladzása miatt. Születésnapja előtt ünnepi képsorok tűnnek fel az újságban. Gazdája Jon Arbuckle.

### Jon Arbuckle
Garfield és Ubul gazdája, egy 30-as éveit taposó, zöld szemű, kontaktlencsét hordó képregényrajzoló, és korábban nem volt szerencséje a nőknél. Jon telefonon hívogatta a nőket, akiknél mindent bevetett azért, hogy randit szerezzen általában sikertelenül. Ha mégis sikerült akkor a nő vagy nem jött el, vagy nem volt normális, vagy a randi alakul pocsékul. A randevúkra Garfield el szokta kísérni gazdáját, ahol felfal mindent, ezzel tönkre téve az estét. Liz meg szokta szarkasztikusan jegyezni, hogy Jon nem tudta otthon hagyni Garfieldot. Legnagyobb női prédája Liz volt, aki egyben Garfield és Ubul állatorvosa. Végül 2007. júliusától összejött vele. Jon öltözködése pocsék, ruhatárából gyakran elképesztőbbnél elképesztőbb ruhák kerülnek elő. Ezen kívül olyan, Garfield számára idegesítő kedvtelései vannak, mint a polka.
Születésnapja július 28-án van. Gyakran megérti Garfieldot, de sokszor fogyókúrára fogja, olyan esetekben, mikor már nem fér be az ajtón. Garfield persze ahogy lehet, kijátssza Jon fogyózási próbálkozásait. Már az első képsoron is szerepelt.
Jon egy farmon nőtt fel, majd felnőtt korában költözött a városba. Telefonon tartja a kapcsolatot szüleivel és egyéb rokonaival. Néha meglátogatja őket, ekkor magával viszi Garfieldot is, aki nem mindig örül ennek. Emellett karácsonykor mindig kap ő és Garfield tőlük ajándékot, ami mindig furcsa Jon mamája által készített ruha.

### Ubul
Jon kutyája, az angol nyelvű változatban Odie-ként szerepel. Először 1978. augusztus 8-án szerepelt képsorban. Fajtáját tekintve beagle, bár van olyan verzió, ami szerint keverék, részben vadásztacskó.
A filmben Liz ajándékozta Jonnak, a képregény-sorozatban Jon ismerőse Lyman (aki Jon volt osztálytársa) "hagyta" Jonnál, a Garfield 9 életében Jon vette Garfieldnak, hogy ne legyen magányos. Ubul egy elég buta kutya, éppen ezért Garfield legfőbb célpontja. Főleg nagy és csepegő nyelve zavarja a macskát. Mindig lerúgja vagy löki az asztalról az állandóan vidám és lihegő kutyust, de ha Garfield bajban van, számíthat Ubul segítségére. Nem egy alkalommal teljes egyetértésben vannak és Garfield a lelke mélyén rendszerint megbecsüli őt, s Ubul is általában figyelmes vele szemben, néha viszont visszafizeti az okozott kellemetlenségeket. Elég ritka, hogy összeverekednének.

### Dr. Liz Wilson
Garfield állatorvosa. Először az 1979. június 26-i képsorban jelent meg. Jon már az első találkozás óta próbált összejönni vele, ám csak néhányszor sikerült randit kicsikarnia tőle. Végül 2006. július 28-án és 29-én, vagyis Jon szülinapján összejöttek. Azóta a képsor állandó szereplője lett.

## Mellékszereplők
- Heléna (angolul: Arlene) – egy kóbor, rózsaszín, piros rúzsos lánymacska, akinek Garfield udvarol, de néha menekül is előle. Először az 1980. december 17-i képregényben tűnt fel.
- Mici (angolul: Pooky) – Garfield plüssmacija. Kiakad, ha elveszti, vagy kigúnyolják kedvenc maciját. Először 1978. október 23-án jelent meg. Jon zoknis fiókjában találta, és így lett az övé.
- Nermal – Garfield szemében egy idegesítő kiscica. Először 1979. szeptember 3-án láthattuk. Garfield akárhányszor meglátja, kivágja az ajtón – amiért Jon dühös, mert folyton cserélheti ki az ajtót – vagy elküldi postán Abu-Dzabiba.
- Jon szülei – vidéken élnek. Jon gyakran látogatja őket, amit Garfield erősen ellenez, mivel őt is mindig magával viszi.
- Jon nagymamája – idős kora ellenére nagyon aktív, edz és extrém sportokat is űz. Garfield őt kedveli leginkább Jon rokonságából, mert fittsége mellett rendkívül jól főz. (A távoli rokonokról Jon történetei alapján viszont rémálmai vannak).
- Irma – büfésnő. Jon és Garfield néha nála esznek. Irma egymaga vezeti non-stop éttermét és elég furcsa ételeket készít. Jim Davis a nénikéjéről nevezte el Irmát.
- Doki bátyó – Jon testvére, vidéken él és gyakran veszekedik Jonnal.
- Postás – Garfield megtámadja és megszaggatja a nadrágját. De van amikor a postásnak sikerül megmenekülnie, pl. ha visz magával egy kutyát, vagy épp egy kígyót.
- Pókok – amiket Garfield utál, és sokszor egy újságpapírral gonosz módon kilapítja őket.
- Egerek – akikkel Garfield időnként különféle egyezségeket köt, és soha nem bántja őket.
- Kutyák – Garfield szereti piszkálni a megkötött kutyákat, de baj van, ha nincsenek megkötve.
- Madarak – Garfield kedvenc csemegéi. Rengetegszer állít nekik csapdát, több-kevesebb sikerrel.
- Beszélő mérleg – gyakran kerül konfliktusba Garfielddal, amikor nyilatkoznia kell a súlyáról. Általában a szúrós megjegyzései miatt Garfield szétveri.
- Jon szomszédai – Hubert és Reba, sokszor nézik elmebetegnek Jont, pedig a kedvencei szokták kikészíteni. Jonnak van még egy szomszédja, Mrs. Feeny. Garfield vagy a margarétáit trancsírozza szét, vagy valami kárt tesz a csivavájában. Jon ilyenkor nagyon mérges macskájára, nagyrészt azért, mert mindig ő jár pórul, amikor Garfield "szomszédolni" megy.
- Aranyhalak – Garfield előszeretettel fogyasztja őket. Legszívesebben tartármártással. Jon – ha Garfield megeszik egy halat – nagyon mérges lesz.
- Fák, virágok és más, akár élettelen dolgok is megszemélyesítődnek néha egy-egy rövid történet erejéig, mind csak Garfield számára (például éhségvíziók fogyókúra közben).

## Egyszer megjelent szereplők
- Szerencsebot, amit Garfield talált és nagyon örült neki, mert az hitte, szerencsét hoz. Amikor fejbe vágott vele egy kutyát, a szerencsebot széttört.
- Sztreccs – a gumicsirke, amit Garfield 1984. június 19-én kapott 6. szülinapjára. Ubul nagyon vadászott Sztreccsre, de Garfield Sztreccsel Ubult mindig fejbe vágta.
- Bubba
- Helen – Jon barátnője volt, de csak egyszer jött el randira, akkor is azért, mert amnéziás volt és nem tudta kicsoda Jon.

## Könyvek
- Garfield Kisokos (120 oldal)
- Garfield 25 éve – Jöhet a torta! (144 oldal)
- Garfield Nagy Dobása (társasjátékos könyv)
- Zseb-Garfield könyvsorozat
- Garfield és a Zűr Kommandó sorozat:
  1. Baljós kezdet
  2. Patkány Jack visszavág!
  3. K-9 a brutál blöki
  4. A kegyetlen kombinátor
- Garfield, a kémapó (96 oldal)
- Garfield és a mérges mágus
- Garfield és a suli fantomja
- Garfield és a pincerém
- Garfield és a titokzatos múmia
- Garfield karácsonya
- A teljes, cenzúrázatlan, utolérhetetlen Garfield (Nagy mancs sorozat 1.)
- Az igazat és csakis az igazat a macskákról (Nagy mancs sorozat 2.)
- Komolytalan életem Garfielddal – Jon Arbuckle krónikái (120 oldal)
- Mindenkit lefőzök 1-2. – Garfielddal a konyhában (kétkötetes szakácskönyv)
- Garfield – Születésnapi meglepetés (Magyarországon megjelent: 2016)

## Média

### Filmek, rajzfilmek
Jim Davis 1982-től 1991-ig készítette az általa alapított Paws cégnél a képregény alapján a rajzfilmeket. Ezek közül a legtöbb mára már klasszikusnak számít. Később aztán 2006-ban felmerült az ötlet, hogy Garfieldot 3D-ben is közre kéne adni. Így született 2007-ben a Garfield és a valós világ (Garfield Gets Real), majd a Garfield mókatára (Garfield and the Fun Fest). Később 2008-ban a France 3 francia televízióadón megjelent A Garfield-show (franciául: Garfield et Cie) 3D-s Garfield-sorozat, egybeesve Garfield 30. évfordulójával. A sorozat amerikában a Cartoon Network kezdte adni 2009-től. Magyarországon először a Boomerang adta kezdetben angolul, majd 2011. december 12-től magyarul a Cartoon Networkön is, 2011 karácsonyától pedig az RTL Klub-on is elérhető. 2009-ben pedig a Garfield és a Zűr Kommandó (Garfield: Pet Force) jött létre a szintén ezzel a névvel ellátott könyvsorozat alapján.
Garfield elmaradhatatlan hangja volt ezekben a rajzfilmekben Lorenzo Music, akinek 2001-ben bekövetkezett halála után Bill Murray vette át a helyét, ő volt a hangja Garfieldnak a róla készült mozifilmekben. Az animációs filmekben és a A Garfield-showban Frank Welker lett a hangja.
A rajzfilmeket gyakran kísérték dzsesszes, blues-os betét- és főcímdalok, melyeket a fekete jazz és blues énekes Lou Rawls énekelt.
Magyarországon ezek közül jó párat be is mutattak, de elsőként a Garfield és barátai (Garfield and Friends) jutott el ide. Garfieldnak ekkoriban szinkronhangja Kerekes József volt, míg Jon magyar hangja Pusztaszeri Kornél. A magyar szöveget Bálint Ágnes készítette. Később a Garfield filmekben Till Attila vette át Garfield hangját, de az animációs rajzfilmekben megmaradt Kerekes József hangjának. Később a Garfield és barátait és Garfield rajzfilmeket az RTL Klub is szinkronizálta, ezekben Garfield hangja maradt Kerekes József, Jon magyar hangja viszont Czvetkó Sándor lett. Ugyanez maradt a A Garfield-show-ban.

#### Rajzfilmek, tévéfilmek
- Itt jön Garfield (Garfield és barátai: A baj nem jár egyedül) (Here Comes Garfield, 1982)
- Garfield az élet sűrűjében (Garfield és barátai: A nagy találkozás) (Garfield on the Town, 1983)
- Garfield a természet lágy ölén (Garfield és barátai: Garfield a vadonban) (Garfield in the Rough, 1984)
- Garfield rémes-krémes éjszakája (Garfield és barátai: A kalózok szigete) (Garfield's Halloween Adventure, 1985)
- Garfield a Paradicsomban (Garfield és barátai: Kirándulás a Paradicsomban) (Garfield in Paradise, 1986)
- Garfield Hollywoodba megy (Garfield és barátai: Hollywoodi kalandok) (Garfield Goes Hollywood, 1987)
- Garfield karácsonya (A Garfield Christmas, 1987)
- Garfield kilenc élete (Garfield és barátai – A macska 9 élete) (Garfield: His 9 Lives, 1988)
- Happy Birthday, Garfield (1988)
- Garfield, a nyomozók gyöngye (Garfield és barátai: Garfield, a privát kopó) (Garfield's Babes and Bullets, 1989)
- Garfield és a hálaadás ünnepe (Garfield és barátai: Ünnepnap) (Garfield's Thanksgiving, 1989)
- Garfield a képzelet szárnyán (Garfield és barátai: Az álmodozó macska) (Garfield's Feline Fantasies, 1990)
- Garfield, az életművész (Garfield és barátai: Az illem tanoda) (Garfield Gets a Life, 1991)
- Garfield és a valós világ (Garfield Gets Real, 2007)
- Garfield mókatára (Garfield and the Fun Fest, 2007)
- Garfield és a Zűr Kommandó (Garfield's Pet Force, 2009)

#### Rajzfilmsorozatok
- Garfield és barátai (1988–1994)
- A Garfield-show (2008-2015)
- Garfield Originals (2019)

#### Filmek
- Garfield (2004)
- Garfield 2. (2006)
- Garfield - The Garfield Movie (2024)

### Videójátékok
1988-ban jelent meg az első videójáték, a Garfield: Big Fat Hairy Deal, mely Amiga, Amstrad CPC, Atari ST, Commodore 64 és ZX Spectrum platformra készült. A Sega 1995-ben szintén csinált egy játékot Garfield: Caught in the Act néven, Sega Mega Drive/Genesis, Sega Game Gear és IBM PC platformra és a Windowsra. Emellett több játék is készült más cégtől, például a Game Factory által kiadott A Tale of Two Kitties (a Garfield 2 játék verziója) Nintendo DS-re, Garfield's Nightmare és a Garfield's Funfest szintén DS-re, és a Garfield Labyrinth Game Boy-ra. A két mozifilmről Playstation 2-re is készült játék, továbbá ugyanezen a platformon jelent meg a Garfield Lasagna World Tour.

### Színház
Joseph Papp, az A Chorus Line producere megvitatta egy Garfield színpadi musical készítését, de ez számos bonyodalom miatt nem valósult meg. A teljes hosszúságú musical, melynek címe Garfield Live a tervek szerint 2010 szeptemberében fejezi be turnéját, de végül 2011. január 18-ig futott, premiere az Indiana-i Muncie-ben volt. A forgatókönyvét Jim Davis írta, zenéjét és dalszövegét Michael Dansicker és Bill Meade írta.

### Internet
1996-ban nyitott meg a Garfield.com, a képregény hivatalos honlapja, melyen a régi képsorok mellett játékok és webáruház is van. Később Jim Davis a Ball State University-vel és a Pearson Digital Learning-el együttműködve megalkotta a Professor Garfieldot, mely játékokkal segít javítani a gyerekek matematikai és olvasási készségét.

## Termékek
Mint szinte minden sikeres franchise, Garfield is számtalan termékkel jelent meg bemutatkozása óta, úgy mint játékfigurák, ruhaneműk, írószerek, matricák stb. formájában. Kissé bizarr jelenség is kötődik egy ilyen termékhez, a Garfield-telefonhoz, ez egy csukott szemű, fekvő Garfieldot formázó telefon volt, aminek a hátán lévő kagyló felvevésével a figura is kinyitotta a szemét. A nyolcvanas évek elején egy ilyen telefonokkal teli konténer rekedt ugyanis tisztázatlan módon egy Franciaország északi részén, Finistère megye tengerpartján lévő barlangban, ahonnan az árapály azóta is mossa ki a telefonokat, így a tengerparton azóta is gyakori hulladékok a jellegzetes narancssárga színű telefonroncsok és azok alkatrészei.

## Veteránok napja
Davis rengeteg kritikát kapott a 2010. november 11-i Garfield képsorára, amiben negatív utalást tesz a Veteránok napjára. A képsorban a pók, akit Garfield később összenyom azzal dicsekszik, hogy ha Garfield összenyomja, akkor a pók híres lesz, és ünnepet fognak minden évben rendezni az emlékére. A következő panelben egy csomó pókot mutatnak az osztályteremben, ahogy a tanár kérdezi a diákokat, hogy miért ünneplik a pókok a Nemzeti Hülye Napot, utalva az összenyomott pókra. Davis gyorsan bocsánatot is kért a rosszul időzített képsorért.

## Fordítás
- Ez a szócikk részben vagy egészben  a   Garfield című angol Wikipédia-szócikk fordításán alapul.  Az eredeti cikk szerkesztőit annak laptörténete sorolja fel. Ez a jelzés csupán a megfogalmazás eredetét és a szerzői jogokat jelzi, nem szolgál a cikkben szereplő információk forrásmegjelöléseként.